# Notre-Dame-du-Travail (Paris)

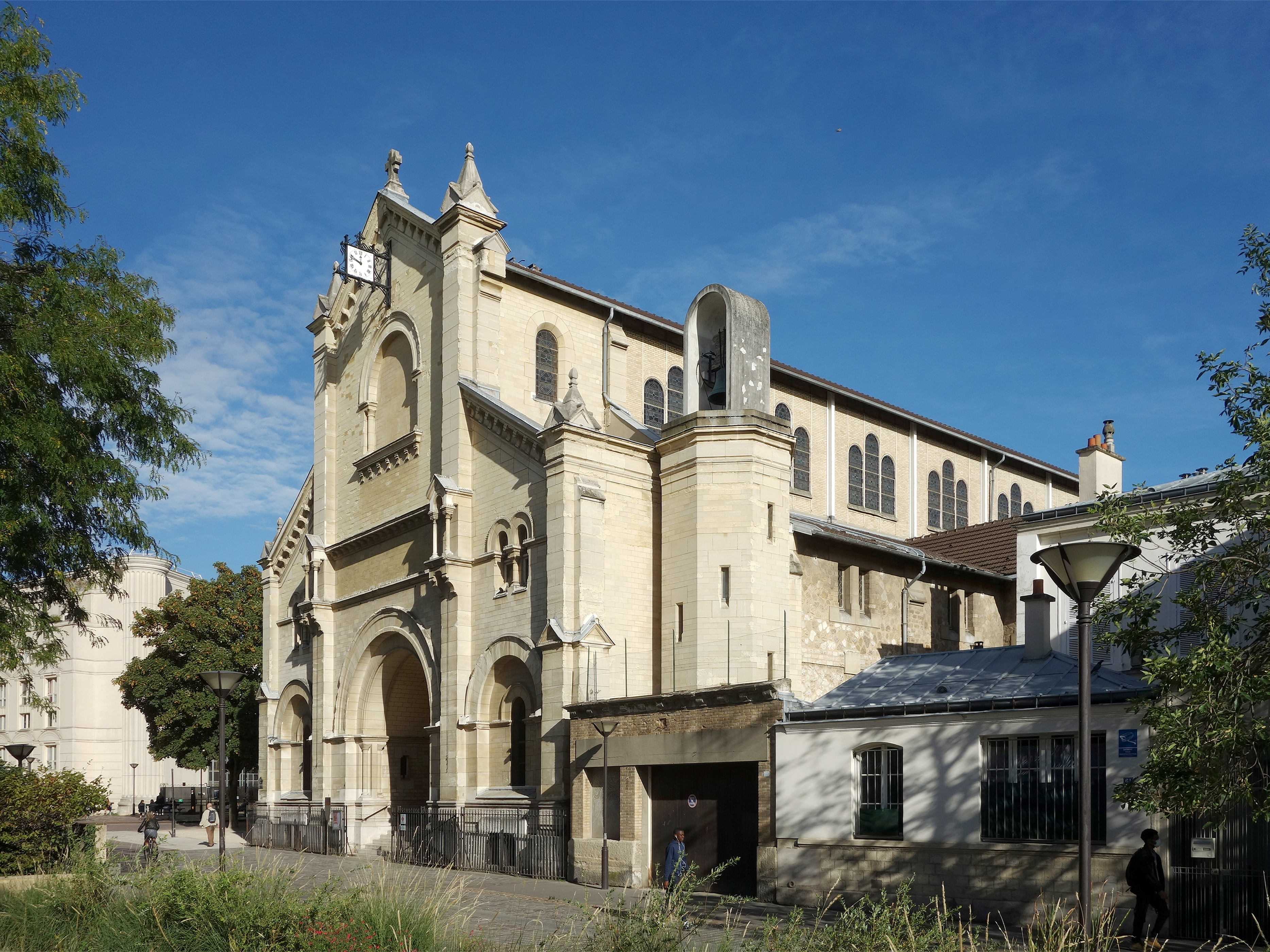
Notre-Dame-du-Travail

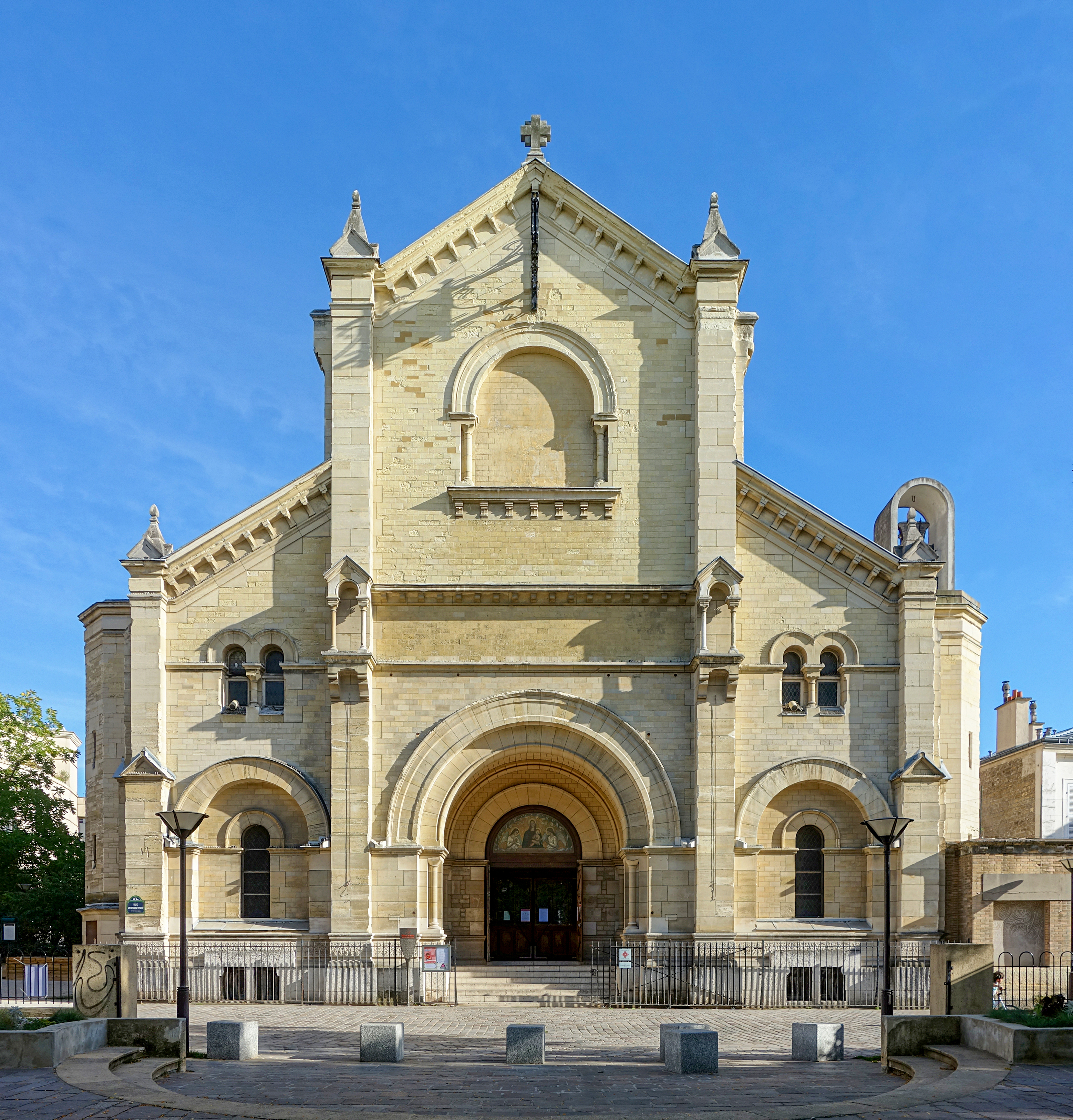
Fassade

Die römisch-katholische Pfarrkirche Notre-Dame-du-Travail (Unsere Liebe Frau der Arbeit) wurde um 1900 in der Nähe des Bahnhofs Montparnasse errichtet. Das Gebäude, das in seinen Formen an die Architektur der Romanik anknüpft, ist eine Eisenkonstruktion, deren Fassaden mit Stein verkleidet sind. Die Kirche befindet sich in der Rue Vercingétorix Nr. 59 im 14. Arrondissement von Paris. Die nächste Metrostation ist Pernety der Linie 13. Die Kirche wurde im Jahr 1976 als Monument historique in die Liste der Baudenkmäler (Base Mérimée) in Frankreich aufgenommen.

## Geschichte
Nach dem Bau des Westbahnhofs, eines Vorgängerbaus des heutigen Montparnasse-Bahnhofs, im Jahr 1840 stieg die Einwohnerzahl des damaligen Vorortes Plaisance erheblich an. Im Jahr 1848 wurde Plaisance zur Pfarrei erhoben und die bisherige Kapelle Notre-Dame-de-l'Assomption mit dem Patrozinium Mariä Himmelfahrt wurde 1857 durch eine größere Kirche ersetzt. Im Zuge der Eingemeindungen der an Paris angrenzenden Vororte im Jahr 1860 wurde Plaisance in das 14. Arrondissement integriert und die Pfarrkirche in Notre-Dame-de-Plaisance umbenannt.
Zwischen 1899 und 1902 wurde die heutige Kirche nach Plänen des Architekten Jules Astruc (1862–1935) errichtet, der sich dabei an den Kirchen der Romanik und den Bauten von Victor Baltard und Gustave Eiffel orientierte. Die Kirche erhielt, als Würdigung der Arbeit und der Arbeiter, den Namen Notre-Dame-du-Travail und sollte der großen Zahl der Arbeiter als Gotteshaus dienen, die für die Bauten der Weltausstellungen benötigt wurden und die sich in dem Viertel angesiedelt hatten.

## Architektur

### Außenbau
Die Eingangsfassade ist aus regelmäßig behauenen Quadersteinen errichtet, für die Längsseiten wurde im unteren Bereich Bruchstein eines Weltausstellungspalastes von 1900 wiederverwendet. Die Hochwände sind aus Backstein gemauert. Die durch Gesimse gegliederte Westfassade ist im Stil der Neoromanik gestaltet und von einem Rundbogenportal und Rundbogenfenstern durchbrochen. Auf der Höhe der Emporen öffnen sich auf beiden Seiten des Portals Zwillingsfenster. Der etwas zurückversetzte Glockenturm rechts der Fassade besitzt eine Glocke aus Sewastopol, ein Beutestück aus dem Krimkrieg, das Napoleon III. 1861 der Pfarrei schenkte.

### Innenraum

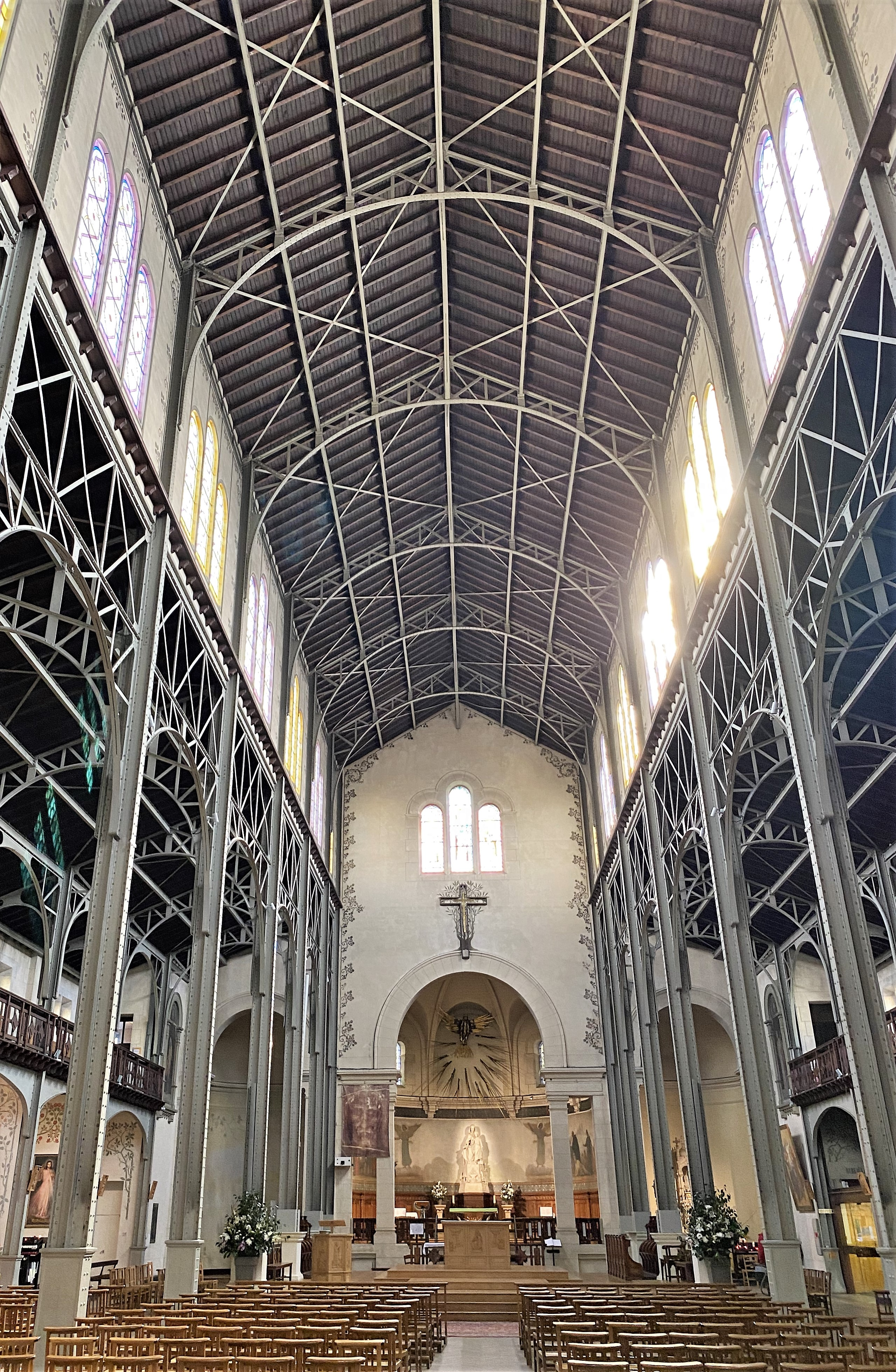
Innenraum mit Blick zum Chor

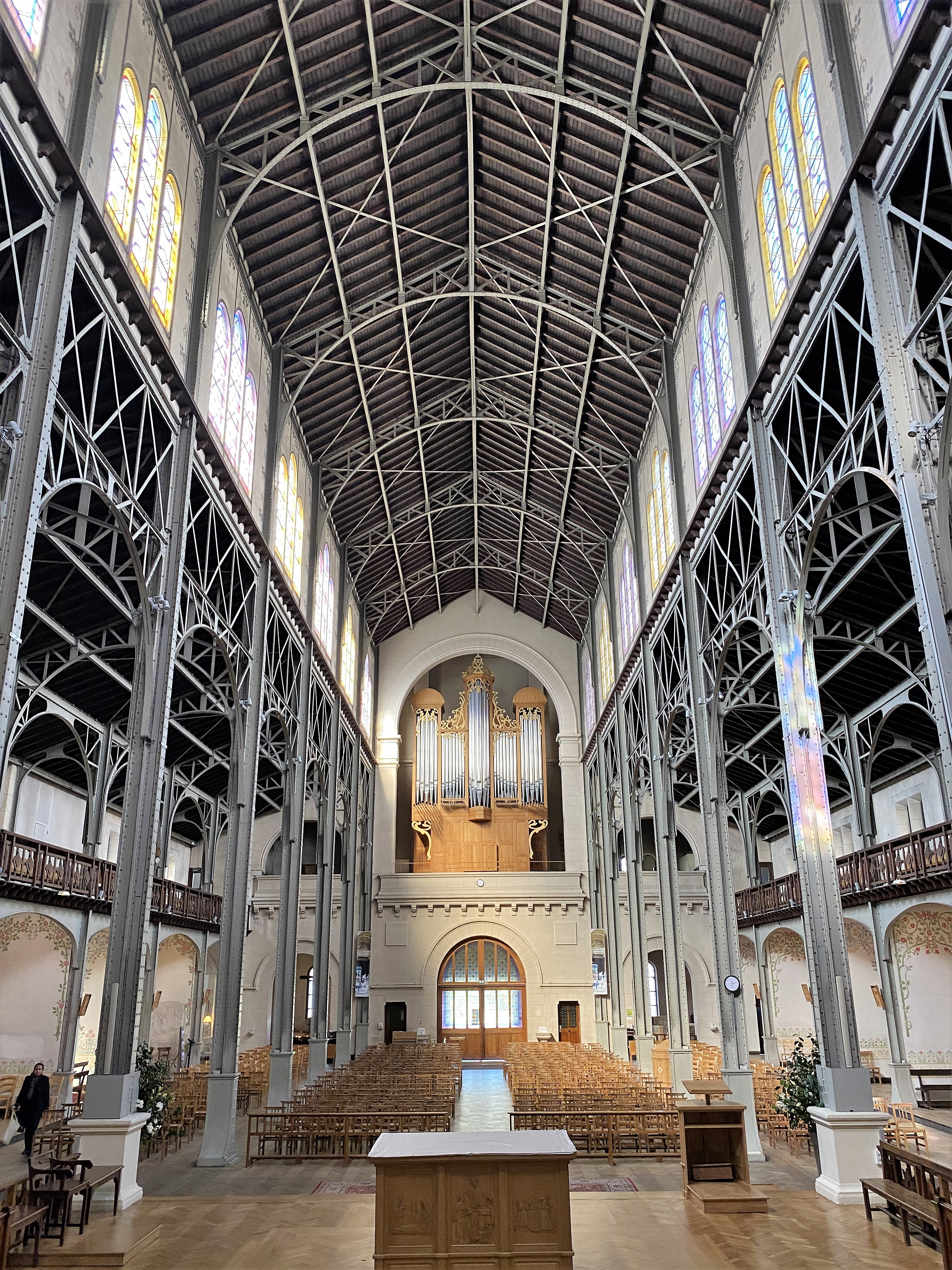
Innenraum mit Blick zur Orgel

Die Kirche hat eine Länge von 47 Metern und eine Breite von 28 Metern. Der Innenraum ist durch Eisenträger und filigrane Rundbogenarkaden, die ebenfalls aus Eisen bestehen, in zwei schmale Seitenschiffe und ein wesentlich breiteres Mittelschiff gegliedert. Über diesem liegt, wie über den beiden Seitenschiffen, ein offener Dachstuhl, der von einer Metallkonstruktion getragen wird. Hierbei wurde die Decke des Palais de l'Industrie (Palast der Industrie), eines für die Weltausstellung von 1900 errichteten Pavillons wiederverwendet.
Die Hochwände des Mittelschiffs sind von Drillingsfenstern durchbrochen. An den Wänden der Seitenschiffe, an die sich zehn Kapellen anschließen, verläuft eine schmale Empore. Die Kapellen sind mit Blumenmotiven im Jugendstil und mit Lünetten verziert, auf denen Heilige und Schutzpatrone verschiedener Handwerkszünfte dargestellt sind wie die heilige Genoveva, die Schutzpatronin von Paris, der heilige Vinzenz von Paul, der heilige Franziskus, der heilige Eligius, der Schutzpatron der Goldschmiede, der heilige Joseph, der Schutzpatron der Zimmerleute, und der heilige Lukas, der Schutzpatron der Künstler.
Ein von der romanischen Architektur inspirierter Triumphbogen öffnet das Hauptschiff zum halbrunden Chor, der von einer Halbkuppel überspannt wird und dessen Wände von Rundbogenfenstern durchbrochen sind.

## Bleiglasfenster
Die Bleiglasfenster im Chor sind mit Blumenmotiven versehen. Die östliche Hochwand des Mittelschiffs ist von drei Rundbogenfenstern durchbrochen, auf denen der heilige Vinzenz von Paul (links), Maria mit Kind (Mitte) und der heilige Joseph dargestellt sind.

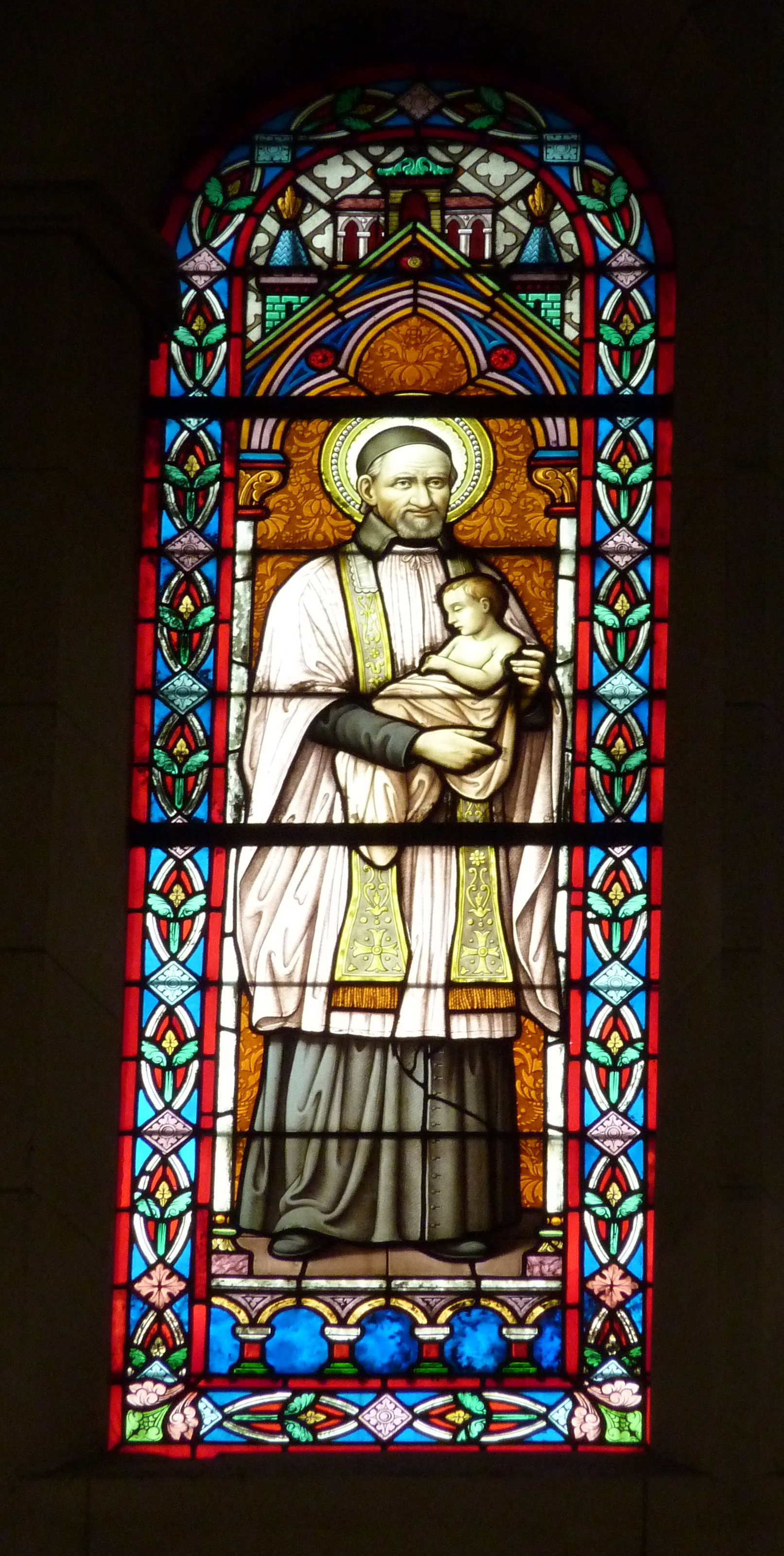
Heiliger Vinzenz von Paul
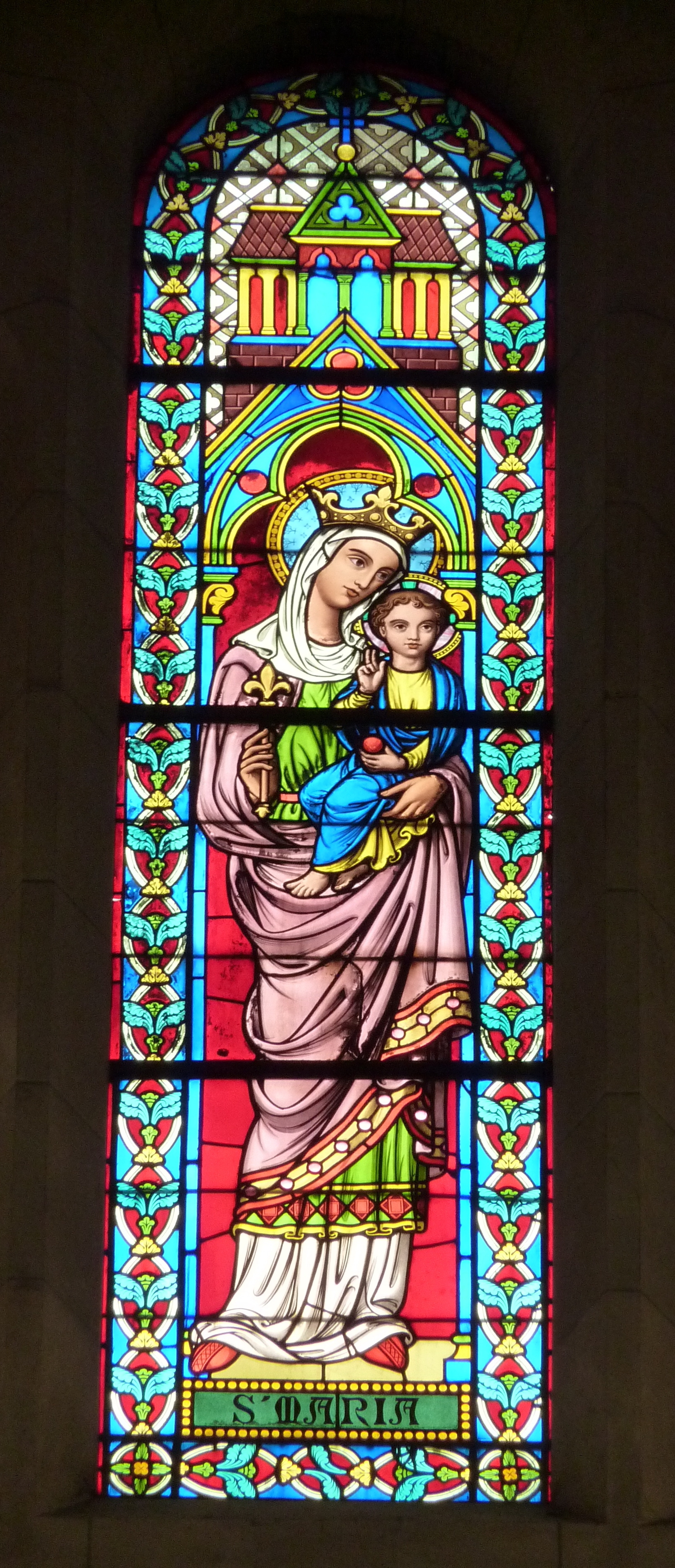
Madonna mit Kind
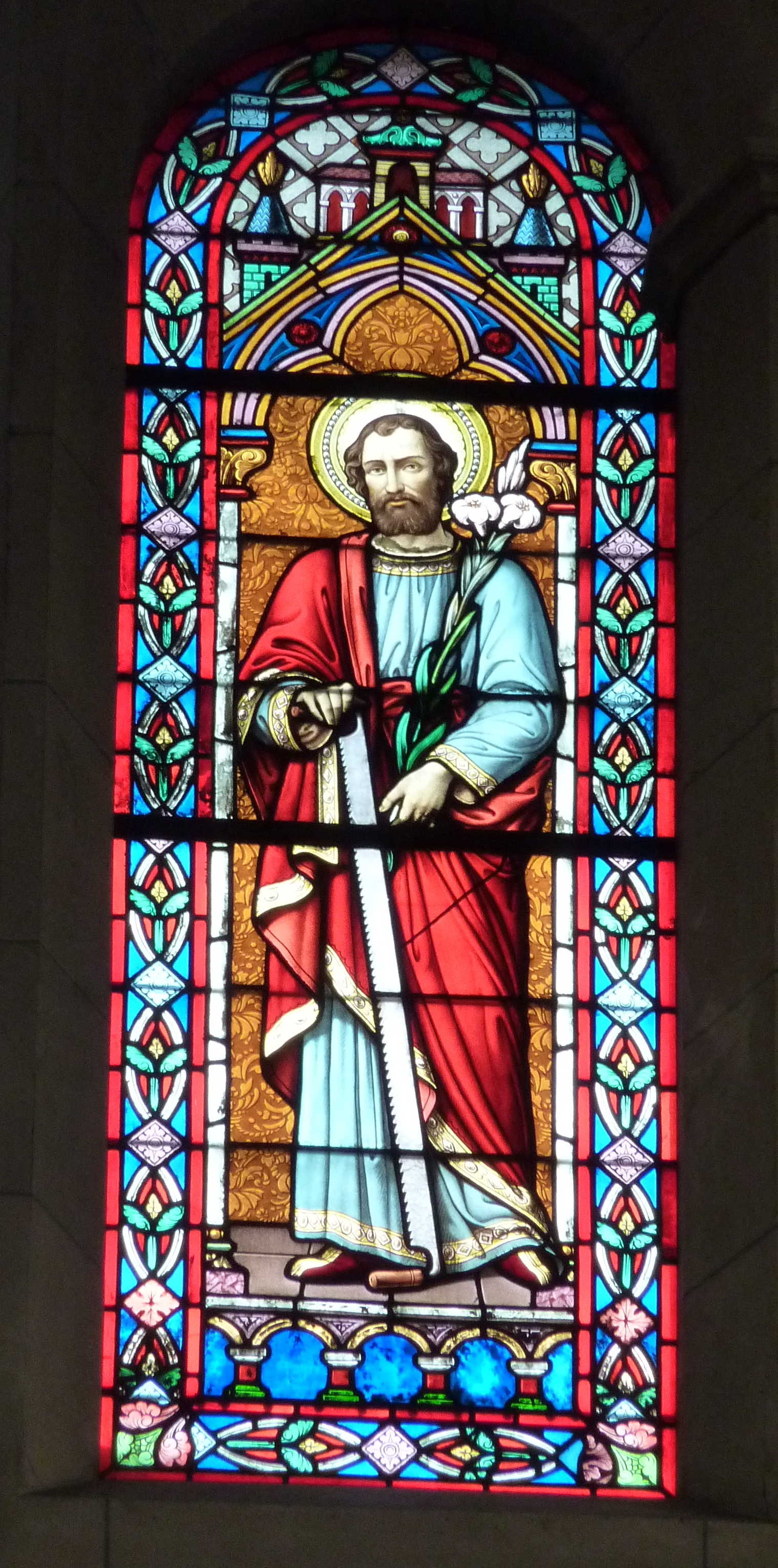
Heiliger Joseph

## Orgel

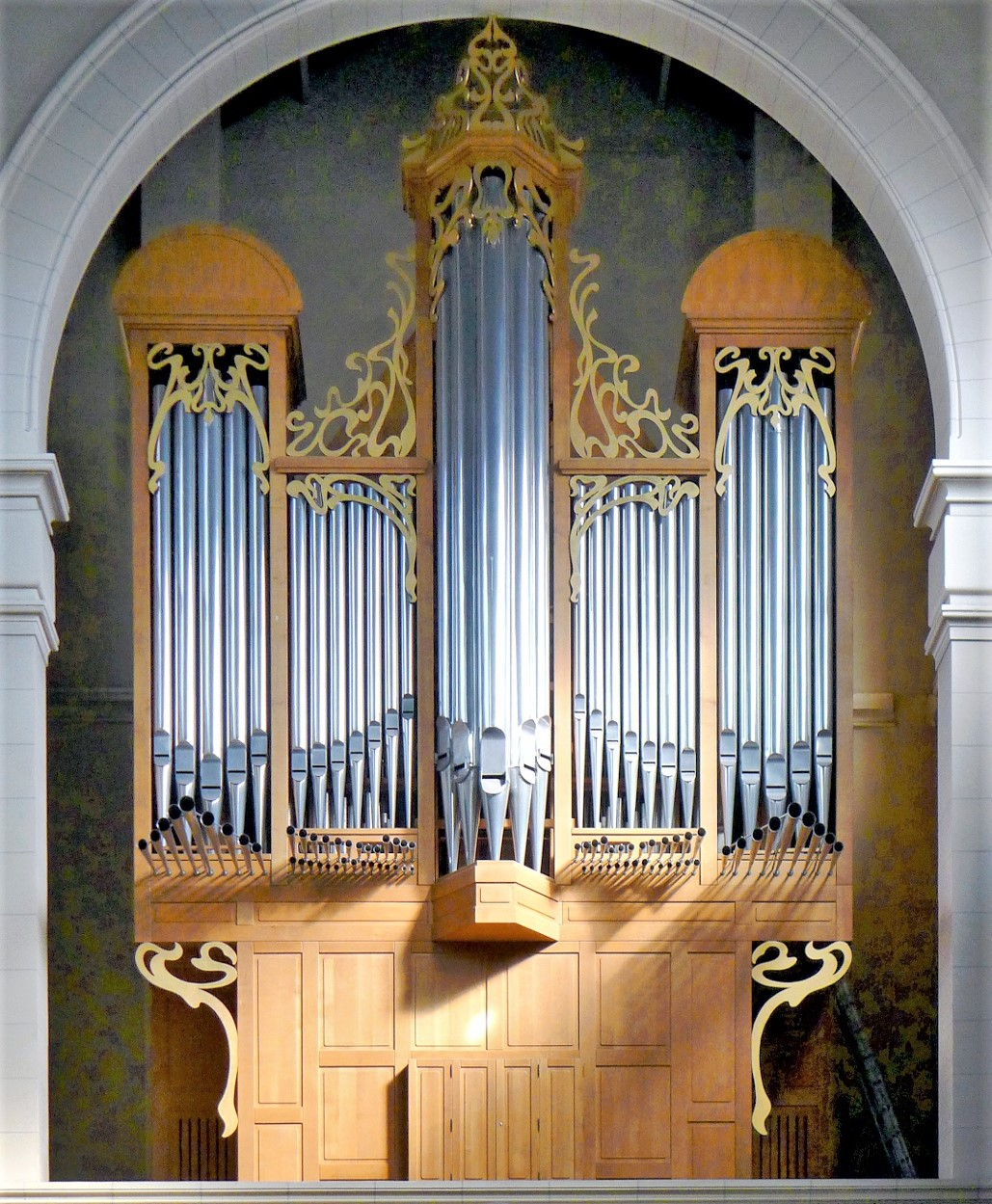
Orgel der Firma Haerpfer

Im Jahr 1991 wurde eine neue Orgel von der Orgelbaufirma Haerpfer eingebaut. Das Instrument hat 55 Register auf drei Manualwerken und Pedal. Es lässt sich von zwei Spieltischen anspielen: Von einem mechanischen Spieltisch mit zwei Manualen und Pedal (Grand Orgue, Récit expressif, Pédale) und einem elektrischen Spieltisch auf der Seitenempore mit drei Manualen (zusätzlich: Récit expressif, Grand Choeur und die beiden 32'-Pedalregister.)
| I Grand Orgue C–c4      |     |
| Montre                  | 16′ |
| Montre                  | 8′  |
| Bourdon                 | 8′  |
| Flûte harmonique        | 8′  |
| Prestant                | 4′  |
| Flûte                   | 4′  |
| Doublette               | 2′  |
| Cornet V                |     |
| Grande fourniture II–VI |     |
| Plein-jeu IV            |     |
| Bombarde                | 16′ |
| Trompette               | 8′  |
| Chamade                 | 16′ |
| Chamade                 | 8′  |
| Chamade                 | 4′  |

| II Récit expressif C–c4 |     |
| Viole de gambe          | 8′  |
| Voix céleste            | 8′  |
| Cor de nuit             | 8′  |
| Principal               | 4′  |
| Flûte octaviante        | 4′  |
| Octavin                 | 2′  |
| Piccolo                 | 1′  |
| Carillon III            |     |
| Plein-jeu V             |     |
| Basson                  | 16′ |
| Trompette               | 8′  |
| Hautbois                | 8′  |
| Voix humaine            | 8′  |
| Clairon                 | 4′  |

| III. Positif expressif C–c4 |        |
| Bourdon                     | 16′    |
| Principal                   | 8′     |
| Salicional                  | 8′     |
| Unda maris                  | 8′     |
| Bourdon                     | 8′     |
| Octave                      | 4′     |
| Flûte douce                 | 4′     |
| Nazard                      | 2 ⁄3′  |
| Flageolet                   | 2′     |
| Tierce                      | 1 3⁄5′ |
| Larigot                     | 1 ⁄3′  |
| Septième                    | 1 ⁄7′  |
| Cymbale V                   |        |
| Clarinette                  | 16′    |
| Trompette                   | 8′     |
| Cromorne                    | 8′     |

| Pédale C–g1     |     |
| Soubasse        | 32′ |
| Contre-bombarde | 32′ |
| Flûte           | 16′ |
| Soubasse        | 16′ |
| Flûte           | 8′  |
| Bourdon         | 8′  |
| Flûte           | 4′  |
| Bombarde        | 16′ |
| Trompette       | 8′  |
| Clairon         | 4′  |